# Parc Ela
Parc Ela je největší regionální přírodní park ve Švýcarsku, nacházející se v kantonu Graubünden. Park Ela je pojmenován podle hory Piz Ela (3339 m n. m.) mezi údolím Albula a Oberhalbstein.

## Poloha
Parc Ela se nachází v centru Graubündenu a zahrnuje šest obcí s přibližně 5250 obyvateli v údolích Albula a Oberhalbstein, jmenovitě Albula/Alvra, Bergün Filisur, Lantsch/Lenz, Schmitten, Surses a Wiesen v Davosu. Přírodní park se nachází uprostřed průsmyků Albulapass, Julierpass a Septimerpass. Obchodní cesty, které se používaly od doby bronzové, mají bohaté kulturní dědictví: středověké hrady, románské a barokní kostely a mimo jiné i deset lokalit celostátního významu.
Geograficky nejnižší bod je v soutěsce Schin ve výšce 745 m n. m., nejvyšší bod je vrchol hory Piz Kesch ve výšce 3418 m n. m.
Oblast Parc Ela pokrývá 548 km², z toho je 200 km² nedotčená příroda. Plochu parku tvoří z 60 % chráněná krajinná oblast, z toho z dvou procent osídlená oblast, z 39 % neobdělávaná plocha, z 31 % zemědělská plocha a z 28 % lesní plocha.
V parku se oficiálně mluví třemi jazyky: němčinou, rétorománštinou a italštinou. Rétorománštinu používá jedna třetina obyvatel (idiom surmiran). Zvláštní důležitost se přikládá udržování rétorománštiny za účelem zachování a kultivace tohoto jazyka.

## Příroda
Krajina v Parc Ela je různorodá ve všech nadmořských výškách. Nad hranicí lesa nabízejí rozsáhlé plochy rašelinišť útočiště pro vzácné druhy zvířat a rostlin. V údolí Albula tvoří různorodá krajina živých plotů cennou mozaiku stanovišť, ve které žijí zajíci, hadi, ještěrky a mnoho hmyzu. Ačkoli oblast parku představuje pouze dobré jedno procento Švýcarska, třetina všech švýcarských druhů hmyzu se vyskytuje v Parc Ela, z toho je 200 ohrožených druhů.
Jako všude v Alpách jsou ledovce v Parc Ela na ústupu. Ledovcová a firnová pole stále charakterizují pustou oblast Kesch-Ducan, krajinu národního významu poblíž Bergün Filisur. Další menší ledovce najdete na Piz Platta a Piz d'Err.

### Fauna
- Více než 70 savců, včetně velké populace kozorožců, jelenů (3000 jelenů) a srnců.

- Rozmanitý život ptáků: draví ptáci, jako je orlosup bradatý, orel skalní nebo sokoli, mnoho druhů zpěvných ptáků, jako jsou červenky a sýkorky, pěnkavy, bramborníček hnědý a mnoho dalších, stejně jako tetřev hlušec a tetřívek obecný (chráněny v lesních rezevacích údolí Albula a Surses)
- čtyři druhy obojživelníků a 6 druhů plazů, jako je zmije
- Hmyz: včely a přibližně 50 druhů divokých včel, 135 z přibližně 240 druhů motýlů ve Švýcarsku, nespočet druhů brouků.

### Flóra
- tři rašeliniště národního významu: Alp Flix, Alp da Stierva, Val da Sett,
- čtyři přírodní lesní rezervace v Parc Ela: přírodní les Val Faller, Crap Alv-Ervedi, Crap Furò a La Niva. Ty již nejsou spravovány (stromy nejsou káceny) a jejich vývoj je ponechán na přírodě,[3]
- bohatý svět květin, specialitou přírodního parku je množství orchidejí (na 40 druhů).

#### Stopy dinosaurů
Uprostřed Parc Ela, na třech vrcholech hor Piz Ela, Tinzenhorn a Piz Mitgel, zanechali dinosauři své stopy před 200 miliony let. V roce 2006 byla objevena fosilní kostra ptakoještěra Raeticodactylus filisurensis na hoře Tinzenhorn. A o několik měsíců později byla nalezena stopa saropoda. Na hoře Piz Mitgel byly naalezeny v roce 2007 stopy dinosaurů. Fosilní stopy dravých dinosaurů na vrcholu Piz Ela jsou nejstarší a nejvýše položené na světě. Byly objeveny v roce 2009 ve výšce 3300 m n. m. Christianem Mayerem, ředitelem Přírodovědného muzea v Basileji. Návštěvu dinosauřích stezek mohou absolvovat pouze lidé s horskými zkušenostmi.

## Historie
Dne 23. června 2012 park získal označení jako regionální park park národního významu. Toto označení bylo vydáno na dobu deseti let.

#### Fáze vývoje 2005–2008
- Dne 31. května 2005 bylo založeno sdružení Parc Ela. Sponzorem je stejnojmenné sdružení, které realizuje a rozvíjí koncepci parku. Členové jsou soukromé osoby a všechny obce parku.
- Obyvatelé 21 obcích souhlasí se čtyřletým zkušebním obdobím.
- V prvním provozním roce 2006 se sdružení Parc Ela zaměřuje na seznámení veřejnosti s přírodním parkem. První velké projekty a události následují v roce 2007.

#### Fáze kandidátů 2009–2011
- Na konci léta 2008 federální vláda uznala Parc Ela jako kandidáta na regionální přírodní park a rozhodla se poskytnout finanční podporu pro čtyřletý zkušební provoz do konce roku 2011.
- Společné shromáždění všech 21 obcí schvaluje fázi kandidatury.
- Federální vláda a kanton podporují projekty ve třech oblastech „ekonomika“, „příroda, kultura a krajina“ a „ekologická výchova“. Všechny tři oblasti jsou potřebné, aby měly udržitelný úspěch jako přírodní park

#### 1. provozní fáze (2012–2021)
- Na podzim 2010 obyvatelé všech obcí parku hlasovali o budoucnosti Parc Ela. 19 z 21 se rozhodlo být součástí přírodního parku. Dvě obce (Riom-Parsonz a Tinizong-Rona) se rozhodly proti, protože se obávají omezení.
- Od roku 2012 je Parc Ela oficiálně označen jako Regionální přírodní park národního významu.

#### 2. provozní fáze (2022–2031)
- Ve čtvrtém čtvrtletí roku 2020 a v prvních měsících roku 2021 všech šest obcí (v důsledku fúzí obcí je jich pouze 6 namísto 19; to zahrnuje také území bývalých obcí Riom-Parsonz a Tinizong-Rona, které jsou součástí sloučené obce Surses) rozhodlo, že Parc Ela by měl i nadále existovat a že region o to požádá federální vládu. Jako poslední formální krok rozhodne valné shromáždění sdružení Parc Ela 24. března 2021 o parkovací smlouvě a schválí žádost s plánem řízení 2022–2031. Kanton Graubünden předloží žádost o rozšíření parkovacích operací federální vládě koncem března. Po podrobném prozkoumání se očekává rozhodnutí federální vlády v létě 2021.[7]